# (363) Padua
(363) Padua es un asteroide perteneciente al cinturón de asteroides descubierto el 17 de marzo de 1893 por Auguste Honoré Charlois desde el observatorio de Niza, Francia.
Está nombrado por Padua, una ciudad italiana.